# Raffaello Vanni
Pour les articles homonymes, voir Vanni.
Raffaello Vanni né à Sienne en 1587 et mort en 1673, est un peintre italien baroque actif au XVIIe siècle.

## Biographie
Raffaello Vanni s'est d'abord formé avec son père, Francesco Vanni, mort en 1610.
Il a été ensuite envoyé à Rome, et a été recommandé à Antonio Carracci et est devenu un adepte du style de Pietro da Cortona.
Il a peint un tableau de Naissance de la Vierge de Santa Maria della Pace. Il a aussi peint, pour Santa Maria del Popolo, le Mariage de sainte Catherine conservé au Palais Pitti, et d'autres tableaux à Sienne et à Pise.
En 1655 il  devient membre de l'Accademia di San Luca.
Son frère, Michelangelo Vanni, est mieux connu comme inventeur d'un processus de création d'images par coloration du marbre que comme artiste.

## Œuvres
- Naissance de la Vierge, église Notre-Dame-de-la-Paix, Rome.
- Mariage de sainte Catherine, palais Pitti, Florence.
- Marie-Madeleine
- La Sainte Famille servie par un ange (1630)
- Salomé avec la tête de Jean-Baptiste
- Monument funéraire de son père, polychrome, contre façade, église Saint-Georges, Sierre, 1656
- Nativité, église sant'Agnese, Montepulciano,
- Gonfalon de la cité de Sienne (années 1610), musée national des Abruzzes, L'Aquila

## Sources
- (en) Cet article est partiellement ou en totalité issu de l’article de Wikipédia en anglais intitulé « Raffaello Vanni » (voir la liste des auteurs).